# Acanthemblemaria balanorum
Acanthemblemaria balanorum е вид лъчеперка от семейство Chaenopsidae.

## Разпространение
Видът е разпространен в Колумбия, Мексико и Панама.